# Melkweg
Résidence
Le Melkweg en français : « Voie lactée » est une salle de concert néerlandaise située à Amsterdam, née d'une organisation indépendante en 1970. Localisée au bord du Lijnbaansgracht, il s'agit de l'un des plus anciens lieux festifs d'Amsterdam, et le premier à avoir une programmation accueillant de la musique house.

## Installations
Le lieu se prête en particulier à la musique (concerts), au cinéma (avant-premières, reprises thématiques), au théâtre, à la photographie (expositions). Il organise aussi des débats animés et des soirées à thème. Le Melkweg comporte en particulier deux salles de 1 500 (« The Max ») et de 700 places (concerts et événements), une salle de théâtre (140 sièges), une salle de cinéma (90 fauteuils), une galerie photo et un café-restaurant.

## Programmation
La résidence de DJ Per (nl) le samedi soir a fait évoluer la programmation du Melkweg. Lors de l'introduction du hip-hop, le DJ a failli être renvoyé à la demande des habitués du club, mais le soutien de la direction artistique du site lui a permis de convertir le public à ce son nouveau. Puis, à la fin des années 1980, l'arrivée du son house et acid est à nouveau l'occasion d'un renouveau de la programmation. La boîte accueille alors un large public, contrairement au RoXY (nl) qui lui exerçait un contrôle strict des entrées. Au début des années 1990, le Melkweg, toujours sous l'impulsion de Per, devient le principal club amstellodamois où l'on peut écouter du gabber.